# Мері Пітерс
Ме́рі Пі́терс  (англ. Mary Peters, нар. 6 липня 1939) — британська легкоатлетка, олімпійська чемпіонка.

## Виступи на Олімпіадах
| Олімпіада   | Дисципліна     | Місце             |
| ----------- | -------------- | ----------------- |
| Токіо 1964  | штовхання ядра | 14 (кваліфікація) |
| Токіо 1964  | п'ятиборство   | 4                 |
| Мехіко 1968 | п'ятиборство   | 9                 |
| Мюнхен 1972 | п'ятиборство   | 1                 |

## Зовнішні посилання
- Досьє на sport.references.com